# Cully Wilson
Carol William "Cully" Wilson, född som Karl Wilhons Erlendson 5 juni 1892 i Winnipeg, död 6 juli 1962 i Seattle, var en kanadensisk professionell ishockeyspelare aktiv åren 1910–1932. Cully Wilson spelade som högerforward med Toronto Blueshirts i NHA 1912–1915 och med Seattle Metropolitans i PCHA 1915–1919. I NHL representerade han Toronto St. Patricks, Montreal Canadiens, Hamilton Tigers och Chicago Black Hawks. 1923–1926 spelade Wilson för Calgary Tigers i WCHL och WHL.
Wilson vann Stanley Cup två gånger, 1914 med Toronto Blueshirts och 1917 med Seattle Metropolitans. Han spelade dessutom Stanley Cup-final med Seattle Metropolitans 1919 och med Calgary Tigers 1924. 1919 avbröts finalserien mellan Seattle Metropolitans och Montreal Canadiens vid ställningen 2-2 i matcher på grund av spanska sjukan och 1924 förlorade Calgary Tigers finalserien mot Montreal Canadiens med 0-2 i matcher.
Cully Wilson var beryktad för sin oömma spelstil och ledde NHA, PCHA och NHL i utvisningsminuter säsongerna 1914–15, 1919 respektive 1919–20. Efter PCHA-säsongen 1919 stängdes Wilson av från spel av ligan sedan han gjort sig skyldig till ett överfall på Vancouver Millionaires center Mickey MacKay.

## Karriär

### Winnipeg

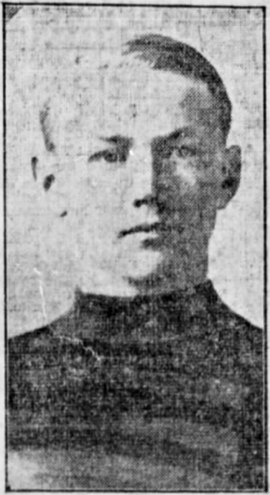
Wilson 1912.

Cully Wilson, som kom från en familj med isländska rötter,  inledde ishockeykarriären i hemstaden Winnipeg med de isländsk-kanadensiska lagen Winnipeg Vikings och Winnipeg Falcons. Han spelade för Winnipeg Vikings i Manitoba Icelandic League säsongerna 1908–09 och 1909–10 samt med Winnipeg Falcons i Manitoba Independent League säsongen 1910–11. Säsongen 1910–11 spelade han även en match för Winnipeg Monarchs i Winnipeg Amateur Hockey League (WAHL). Säsongen 1911–12 spelade Wilson för Winnipeg Monarchs i WAHL och gjorde 12 mål och 16 poäng på sju matcher.
Wilson spelade även lacrosse i Winnipeg, i huvudsak som center, och var en del av Winnipeg Canadian Northern Railway (C.N.R.) då de utmanade det regerande mästarlaget Vancouver Athletic Club om Mann Cup (som kanadensiska amatörmästare) på Recreation Park i Vancouver i september 1912 men förlorade i två raka matcher (7-47).

### Toronto Blueshirts

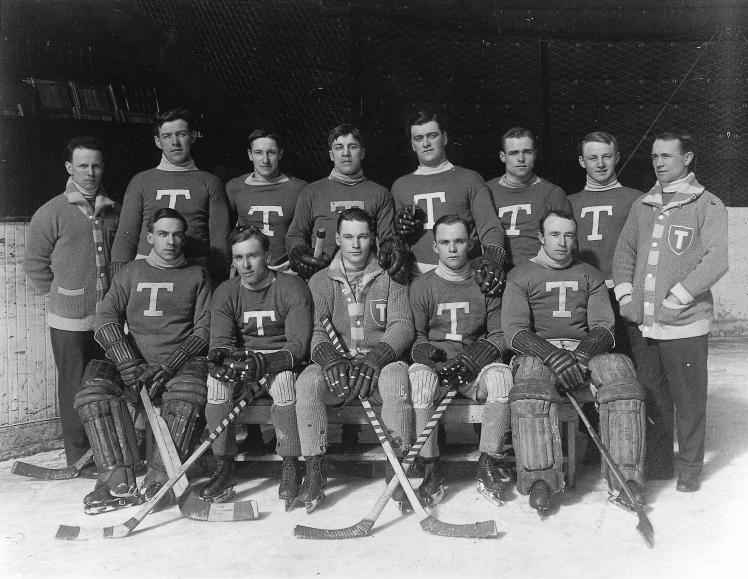
Cully Wilson, tvåa från höger i översta raden, med Toronto Blueshirts mästarlag säsongen 1913–14.

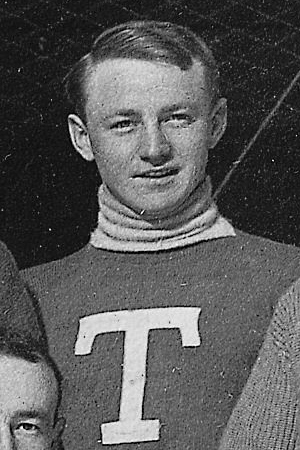
Wilson med Toronto Blueshirts.

Wilsons spel i Winnipeg och Manitoba Hockey League hade inte gått de större klubbarna obemärkt förbi och säsongen 1912–13 flyttade han till Toronto för att spela med Toronto Blueshirts i National Hockey Association, efter att ha blivit scoutad av Blueshirts manager Bruce Ridpath. Första säsongen med Blueshirts gjorde Wilson 12 mål på 19 matcher, vilket gav honom en tredjeplats i lagets interna målliga bakom Frank Nighbor och Scotty Davidson, och han samlade även på sig 45 utvisningsminuter. Blueshirts slutade på delad tredjeplats i ligan med 18 poäng på 20 matcher, 14 poäng bakom segrande Quebec Bulldogs.
Wilson etablerade sig snabbt som en hårt arbetande lagspelare med en omild spelstil och under sin andra säsong med Toronto Blueshirts, 1913–14, gjorde han nio mål och fyra assists för totalt 13 poäng på 20 matcher i grundserien. Blueshirts slutade på delad förstaplats i ligan med Montreal Canadiens efter att ha spelat ihop 26 poäng på 20 matcher och bärgade sedan Stanley Cup genom att besegra Canadiens i ett dubbelmöte den 7 och 11 mars 1914 med den sammanlagda målskillnaden 6-2, efter att först ha förlorat bortamötet i Montreal Arena med 0-2 och sedan vunnit returmötet hemma i Arena Gardens i Toronto med 6-0. Senare samma månad fick Blueshirts besök i Toronto av Victoria Aristocrats från Pacific Coast Hockey Association på den kanadensiska västkusten. Lagen möttes i en informell matchserie i bäst av fem matcher om Stanley Cup. Blueshirts vann i tre raka matcher med siffrorna 5-2, 6-5 och 2-1 och Cully Wilson gjorde tre av lagets mål.
Säsongen 1914–15 visade Wilson att han även kunde ta ett stort ansvar offensivt då han ledde Blueshirts framåt med 22 mål och 27 poäng på 20 matcher. Han skyggade likt tidigare inte heller undan från agitation och fysiskt spel och ledde ligan med hela 138 utvisningsminuter, sju fler än lagkamraten Roy McGiffins 131 minuter i syndarbåset. Blueshirts slutade dock först på fjärde plats i ligan efter att ha spelat ihop 16 poäng på 20 matcher, 12 poäng bakom Ottawa Senators och Montreal Wanderers.
Toronto Blueshirts deltog efter säsongen 1914–15 även i en uppvisningsserie i bäst av tre matcher mot lokalkonkurrenten Toronto Shamrocks i Elysium Arena i Cleveland, Ohio. I den första matchen mellan lagen slog Shamrocks vänsterforward Cy Denneny Cully Wilson med klubban över ansiktet så att tre tänder skadades och Wilson blev tvungen att sy i ansiktet. Wilson hotade efter händelsen att ge igen på Denneny men då det inte förekom någon incident mellan spelarna i den andra matchen mellan lagen trodde de flesta att saken var ur världen. I den tredje och sista matchen lagen emellan såg dock Wilson sin chans att ge igen på Denneny och tidigt i den andra perioden hakade han Denneny så illa över hakan med klubban att Shamrocksspelaren blev tvungen att lämna isen och uppsöka sjukstugan för att se över sina skador. Wilson fick sitta vid sidan av isen för resten av perioden med sammanlagt 12 utvisningsminuter och då Denneny återkom till matchen efter att ha blivit sydd så hotade han att ge igen på Wilson och att Wilson skulle få lämna arenan i en ambulans. Shamrocksledaren Eddie Livingstone såg dock till att de båda spelarna inte fick någon speltid mot varandra i den tredje perioden och undvek på så vis ytterligare blodvite. Blueshirts vann uppvisningsserien mot Shamrocks med 2-1 i matcher med siffrorna 5-7, 9-5 och 8-3.
| ”                                                                                                  | Han må tro att vi är kvitt, men håll bara ögonen på mig i sista perioden. De kommer att bli tvungna att få ringa efter en ambulans för Wilson. | „ |
| – Cy Denneny om Cully Wilson under en match mellan Toronto Blueshirts och Toronto Shamrocks 1915., | |   |

### Seattle Metropolitans

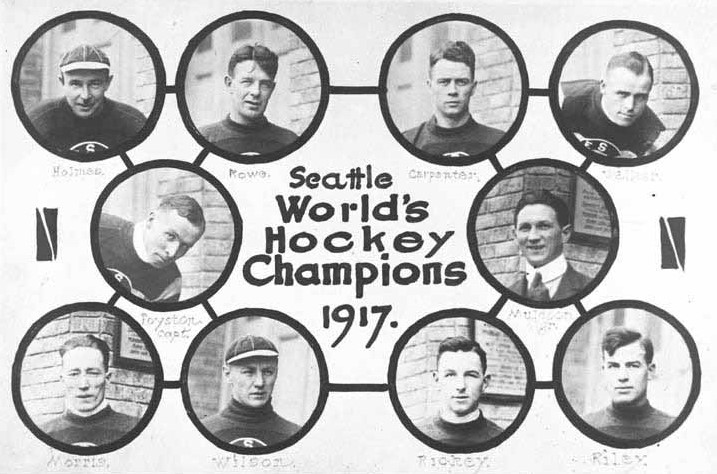
Cully Wilson, tvåa från vänster i nedersta raden, med Seattle Metropolitans mästarlag säsongen 1916–17.

Säsongen 1915–16 bytte Wilson lag och liga då han tillsammans med lagkamraterna Frank Foyston, Jack Walker, Eddie Carpenter och Harry "Hap" Holmes flyttade från Toronto Blueshirts till den amerikanska västkusten för att spela med det nya laget Seattle Metropolitans i Pacific Coast Hockey Association. Wilson förklarade att klubbytet inte endast berodde på bättre ekonomiska villkor utan att han även föredrog att spela ishockey med sju spelare på isen (jämfört med sex i NHA) samt med ett ordentligt utvisningsreglemente. Första säsongen i PCHA gjorde Wilson 12 mål och 17 poäng på 18 matcher och laget slutade på tredje plats i ligan bakom Portland Rosebuds och Vancouver Millionaires efter att ha spelat ihop 18 poäng på 18 matcher. Wilson var nöjd med den första säsongen på västkusten, inte endast gällande spelet på isen utan även med mottagandet på sidan av isen.
| ”                                                     | Spelet på [väst]kusten är renare än i NHA. Spelare som kan hålla i fem år i öst kan hålla i tio år i väst om de tar hand om sig själva. Folket i Seattle tog verkligen till sig hockeyn med tanke på att det var första året i staden och alla har bemött oss på ett schysst sätt. Amerikanerna gillar verkligen sporten, i Portland var rinken fullsatt vid varje match. Det pratas om att det ska byggas rinkar i San Francisco och Los Angeles. | „ |
| – Cully Wilson om flytten från Toronto till Seattle., | |   |

Andra säsongen med Metropolitans, 1916–17, blev än mer lyckosam då Wilson gjorde 13 mål och 20 poäng på 15 spelade matcher. Fem av målen kom i en och samma match mot Spokane Canaries, en match som Metropolitans vann med 9-7. Metropolitans vann ligan med 32 inspelade poäng på 24 matcher, fyra poäng före Vancouver Millionaires, och fick sedan spela om Stanley Cup i en finalserie i bäst av fem matcher mot Montreal Canadiens från NHA. Canadiens vann den första matchen med 8-4 men Metropolitans svarade med att pulvrisera det kanadensiska laget i de tre efterföljande matcherna med siffrorna 6-1, 4-1 och 9-1. Metropolitans stjärnforward Bernie Morris gjorde 14 av lagets 23 mål i finalserien och Cully Wilson bidrog med ett mål och fyra framspelningar för totalt fem poäng. Seattle Metropolitans blev i och med segern det första amerikanska laget någonsin att vinna Stanley Cup.
Under Metropolitans första match för säsongen 1917–18 slog Wilson Portland Rosebuds vänsterforward Wilfred "Smokey" Harris medvetslös. Han varnades efter händelsen av ligans president Frank Patrick att han skulle komma att riskera att stängas av från spel om han inte tyglade sitt våldsamma spel. Wilson gjorde åtta mål och 14 poäng på 17 matcher under säsongen och Metropolitans vann ligan efter att ha spelat ihop 22 poäng på 18 matcher. Laget missade dock chansen att få spela om Stanley Cup då man förlorade mot andraplacerade Vancouver Millionaires i ligaslutspelets dubbelmöte med målskillnaden 2-3 efter att först ha spelat oavgjort, 2-2, på bortais i Denman Arena i Vancouver den 11 mars 1918 och sedan förlorat hemmamötet i Seattle Ice Arena den 14 mars med 1-0.
Under PCHA-säsongen 1919 möttes Seattle Metropolitans och Vancouver Millionaires i en rad matcher innehållandes slagsmål och bryskt spel och i en av dessa matcher, den 27 januari 1919, bröt Wilson näsan efter att ha träffats av Lloyd Cooks klubba i ansiktet. Wilson missade två matcher på grund av skadan och kom tillbaka mer otyglad än någonsin. Lagen möttes åter igen den 26 februari i Seattle med förstaplatsen i ligan på spel. Wilson träffades åter igen av en klubba i ansiktet och efter att ha blivit sydd återkom han till matchen och tog ut sin frustration på Millionaires center Mickey MacKay. Spelarna slogs om en lös puck i sarghörnet då Wilson vände sig om och slog MacKay över ansiktet med klubban. MacKay bröt käkbenet samt skadade flera tänder och hade spelat färdigt för säsongen. Wilson fick matchstraff och stängdes av för resten av säsongen av ligapresidenten Frank Patrick för att balansera Millionaires förlust av MacKay. Straffet omvandlades dock senare till böter på 50 dollar sedan Metropolitans spelare vägrat att spela några fler matcher utan Wilson, även om Frank Patrick lovade att ta upp fallet på nytt efter säsongen. Under matchen mellan lagen en vecka senare i Vancouver den 3 mars besökte Wilson pressbåset för att skaka hand och försonas med MacKay. Wilson gjorde 11 mål och 16 poäng på 18 matcher under säsongen och samlade även på sig 37 utvisningsminuter vilket var flest av alla spelare i ligan. Metropolitans slutade på andra plats i ligan med 22 poäng på 20 matcher, två poäng bakom Vancouver Millionaires. I ligaslutspelets dubbelmöte mellan lagen besegrade Metropolitans dock Millionaires med den sammanlagda målskillnaden 7-5 och fick därmed chansen att spela om Stanley Cup mot Montreal Canadiens, ett återmöte mellan lagen från 1917 års Stanley Cup-final.
1919 års Stanley Cup-final mellan Seattle Metropolitans och Montreal Canadiens saknade det tidigare mötets förgrundsfigur Bernie Morris, som hade arresterats av de amerikanska myndigheterna, anklagad för att ha smitit undan militärtjänstgöring. Finalserien var trots detta en jämn historia och lagen vann två matcher var och spelade dessutom en match oavgjord innan matchserien avbröts sedan ett flertal spelare i Canadiens insjuknat i spanska sjukan och lagts in på sjukhus i Seattle. Ingen segrare utropades i finalmötet och det oavgjorda resultatet stod sig som ett resultat av influensapandemin. Cully Wilson gjorde ett mål och spelade fram till tre för totalt fyra poäng på fem spelade matcher under finalserien. Montreal Canadiens 37-årige veteranback Joe Hall dog i sviterna av lunginflammation knappt en vecka efter det att Stanley Cup-finalen avbrutits.
Stanley Cup-finalen 1919 skulle bli Wilsons sista framträdande med Seattle Metropolitans. Frank Patrick höll vad han hade lovat och tog upp Wilsons disciplinära fall efter säsongen vilket ledde till att han stängdes av från allt spel i PCHA.

### Toronto St. Patricks, Montreal Canadiens och Hamilton Tigers
Säsongen 1919–20 flyttade Wilson tillbaka till Toronto då han skrev på som free agent för Toronto St. Patricks i National Hockey League. Första säsongen med laget slutade han på tredje plats i lagets interna poängliga bakom Corb Denneny och Reg Noble efter att ha gjort 20 mål och 26 poäng på 23 matcher. Han samlade även ihop till 86 utvisningsminuter vilket var flest av alla spelare i ligan, dock endast en utvisningsminut mer än Ottawa Senators hårdföre back Sprague Cleghorn. Han hade i och med detta lett alla de tre stora professionella ishockeyligorna i utvisningsminuter under varsin säsong (1914–15 i NHA, 1919 i PCHA och 1919–20 i NHL).
Säsongen 1920–21 hann Wilson spela endast åtta matcher för Toronto St. Patricks innan han lånades ut till ligakonkurrenten Montreal Canadiens i januari 1921. Han gjorde sex mål och en assist på 11 matcher för Canadiens innan han kallades tillbaka till St. Patricks. Canadiens ville dock inte släppa Wilson som, förnärmad över att ha blivit utlånad, vägrade att rapportera tillbaka till St. Patricks. Det hela ledde till att han stängdes av från spel för resten av säsongen.
9 november 1921 bytte Toronto St. Patricks bort Wilson till ligakonkurrenten Hamilton Tigers mot backen Eddie Carpenter, hans före detta lagkamrat i Toronto Blueshirts och Seattle Metropolitans. Han spelade två säsonger för Hamilton Tigers i NHL åren 1921–1923 och gjorde sammanlagt 23 mål och 37 poäng på 46 matcher för laget.

### Calgary Tigers

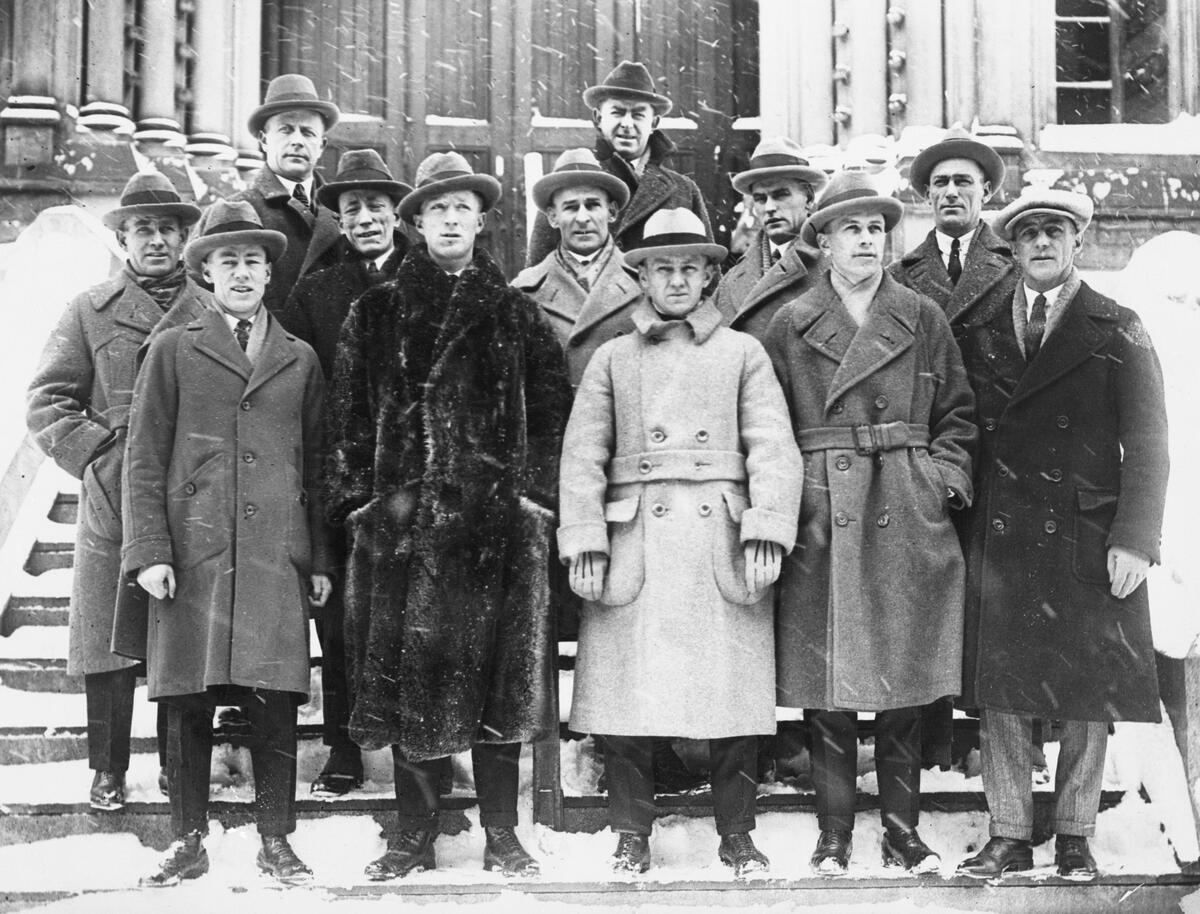
Cully Wilson, i mitten i främre raden, med Calgary Tigers i Montreal inför Stanley Cup-finalen 1924 mot Montreal Canadiens.

Inför säsongen 1923–24 bytte Hamilton Tigers bort Wilson till Calgary Tigers i Western Canada Hockey League. I Calgary återförenades han med centern Bernie Morris som han hade spelat tillsammans med under flera säsonger i Seattle Metropolitans. WCHL hade säsongen 1923–24 ett sammanhängande spelschema med PCHA, där lagen från de båda ligorna spelade varsina åtta matcher mot varandra, och detta ledde till att Wilson under säsongen fick spela matcher mot lagen från ligan som han hade blivit utslängd och bannlyst från fyra år tidigare.
Calgary Tigers vann WCHL säsongen 1923–24 två poäng före Regina Capitals efter att ha spelat ihop 36 poäng på 30 matcher. Laget besegrade sedan Regina Capitals i ligaslutspelets dubbelmöte med målskillnaden 4-2. Wilson gjorde dubbelmötets avgörande mål till 1-0 i den andra matchen mellan lagen som Tigers vann med 2-0. Han var även i närkamp med och skadade Capitals stjärncenter Dick Irvin i samma match. Irvin gav igen då han skrinnade förbi utvisningsbåset och slog Wilson över huvudet med klubban. Tigers spelade därefter mot Vancouver Maroons från PCHA i en serie i bäst av tre matcher för en plats i Stanley Cup-finalen. Maroons vann första matchen med 3-1 men Tigers segrade i de två efterföljande matcherna med 6-3 och 3-1 och avancerade till Stanley Cup-final. Wilson gjorde tre av målen i matchserien mot Vancouver Maroons. I Stanley Cup-finalen mot Montreal Canadiens hade dock ett veteranbetonat Tigers inte mycket att sätta emot och föll i två raka matcher med siffrorna 1-6 och 0-3.
Wilson spelade ytterligare två säsonger för Calgary Tigers i WCHL och Western Hockey League (WHL) och gjorde sammanlagt 41 mål och 58 poäng på 88 grundseriematcher för laget. I slutet på säsongen 1925–26 hade Wilson dittills under karriären samlat på sig uppemot 80 stygn endast i ansiktet, de senaste efter att ha träffats av Edmonton Eskimos högerforward Art Gagnés klubba i ansiktet. Wilson förklarade dock att incidenten, likt de flesta andra liknande incidenter, var oavsiktlig och endast hände i stridens hetta.
| ”                                                                     | Det var en skärmytsling om pucken och mitt ansikte kom i vägen för hans klubba. Det var inte alls hans fel, utan rätt så oavsiktligt. Det kan jag förstås inte säga om alla hack och slag som har kommit att vanställa mitt anlete. De flesta av dem är det, för ishockeyspelare är ett hyggligt skrå, och det hör inte till vanligheterna att en spelare avsiktligt slår en motståndare i ansiktet för att skada honom. | „ |
| – Cully Wilson efter att ha träffats av Art Gagnés klubba i ansiket., | |   |

### Chicago Black Hawks
Säsongen 1926–27 flyttade Wilson till USA och Illinois för att spela med det nya NHL-laget Chicago Black Hawks. I Chicago återförenades han med tränaren Pete Muldoon som han hade spelat framgångsrikt för under flera säsonger med Seattle Metropolitans. Bland lagkamraterna fanns den före detta Metropolitansspelaren Jim Riley, de tidigare rivalerna i Vancouver Millionaires Mickey MacKay och Hughie Lehman, samt även Dick Irvin och Babe Dye. Wilson gjorde åtta mål och fyra assists för totalt 12 poäng på 39 matcher för Black Hawks i grundserien, samt ett mål på två matcher i slutspelet. Laget förlorade i första rundan i slutspelet mot Boston Bruins med den sammanlagda målskillnaden 10-5 och efter säsongen bytte lagets ägare och sportdirektör Frederic McLaughlin bort Wilson till St. Paul Saints i American Hockey Association (AHA).

### American Hockey Association
Cully Wilson spelade tre säsonger för St. Paul Saints i American Hockey Association åren 1927–1930 (som spelande tränare de två sista säsongerna) och gjorde sammanlagt 27 mål och 40 poäng på 126 matcher för laget. Därefter spelade han för San Francisco Tigers i California Hockey League säsongen 1930–31 innan han återvände till Minnesota och AHA för att spela den resterande delen av säsongen med Duluth Hornets. Wilson spelade sedan ytterligare en säsong i AHA med Kansas City Pla-Mors innan han lade skridskorna på hyllan för gott.

## Spelstil
Cully Wilson förfogade både över en snabb skridskoåkning samt ett hårt snärtigt skott, som han vanligtvis använde sig av och avfyrade från sin position som högerforward. C. C. Stein, i en text i The Winnipeg Tribune från 26 januari 1912 (Wilson sista säsong i hemstaden Winnipeg), jämförde Wilsons skott med det av Vancouver Millionaires vänsterforward Tommy Phillips och menade att även om pucken knappt lämnade isen efter det att den lämnat klubbladet så var skottet så pass hårt att det gjorde det exceptionellt svårt för målvakterna att hantera.
C. C. Stein poängterade även att Wilson var en orädd spelare som inte skydde fysiskt spel utan både gav och tog i närkamperna, samt även att han var en lagspelare som före allt annat brydde sig om att vinna. Enligt Stein så fanns det endast en egenskap hos Wilson som skulle kunna hindra honom från att utvecklas till en verklig stjärnspelare och det var hans oförmåga att tygla sitt humör, en egenskap som artikelförfattaren menade riskerade att göra honom till en måltavla för sportens rättskipande instanser. Det sistnämnda var något som Stein kom att få rätt i i ljuset av Wilsons överfall på Mickey MacKay och hans efterföljande uteslutning från PCHA efter 1919 års säsong.
Även om termen i sig inte användes under tidsperioden när Wilson själv spelade ishockey så stämde hans spelstil väl överens med vad som inom den mer moderna ishockeyn kommit att kategoriseras som en "pest". En pest är en spelare (alltsom oftast en ytterforward) som har en fysisk spelstil, ofta spelar på eller över gränsen till det tillåtna och försöker få motståndarspelarna ur balans genom agitation (samt även ofta genom verbala konfrontationer).

## Privatliv
Cully Wilson föddes 1892 i Winnipeg, Manitoba som ett av åtta barn till de isländsk-kanadensiska föräldrarna Sigurður Erlendsson och Metonía Indriðadóttir. Familjen bytte senare namn från Erlendsson till Wilson för att bättre passa in i det kanadensiska samhället och de fem sönerna och tre döttrarna i familjen växte alla upp med det mer engelskklingande efternamnet. Hans yngre bror Harry (Sigurbjörn Haraldur) Wilson spelade två matcher som försvarsspelare för Winnipeg Somme i Winnipeg Military Hockey League (WMHL) säsongen 1917–18. Cully Wilson växte upp på Home Street i Winnipeg i ett isländsk-kanadensiskt område och visade tidigt intresse och en naturlig talang för skridskoåkning, vilket i sin tur fick honom att börja spela ishockey. Han spelade även lacrosse vid Mulvey School i Winnipeg.
Även om Wilson var tvungen att lämna Seattle för Toronto efter säsongen 1919 hade han hunnit göra sig ett hem i staden, och efter ishockeykarriären återvände han till Seattle och arbetade som passagerarkontrollant för rederiet Northwest Steamship Lines. Wilson var gift två gånger, först med Sarah Jones från Scranton i Pennsylvania som han fick barnen Margaret och John med. Paret skilde sig 1921. Därefter var han gift med Violet Thompson, ursprungligen från St. Catharines i Ontario, och blev styvfar till hennes två barn från ett tidigare äktenskap. Wilson var efter spelarkarriären även road av trädgårdsarbete och blev med åren en habil hortikulturist på hobbynivå. Händerna som med hjälp av ishockeyklubban hade beskurit en hel del spelare ur motståndarlagen under ishockeykarriären beskar efter densamma istället vackra trädgårdar och rosor.
Cully Wilson dog den 6 juli 1962 i Seattle och ligger begravd på Evergreen Washelli Memorial Park intill Aurora Avenue i Seattle.

## Statistik

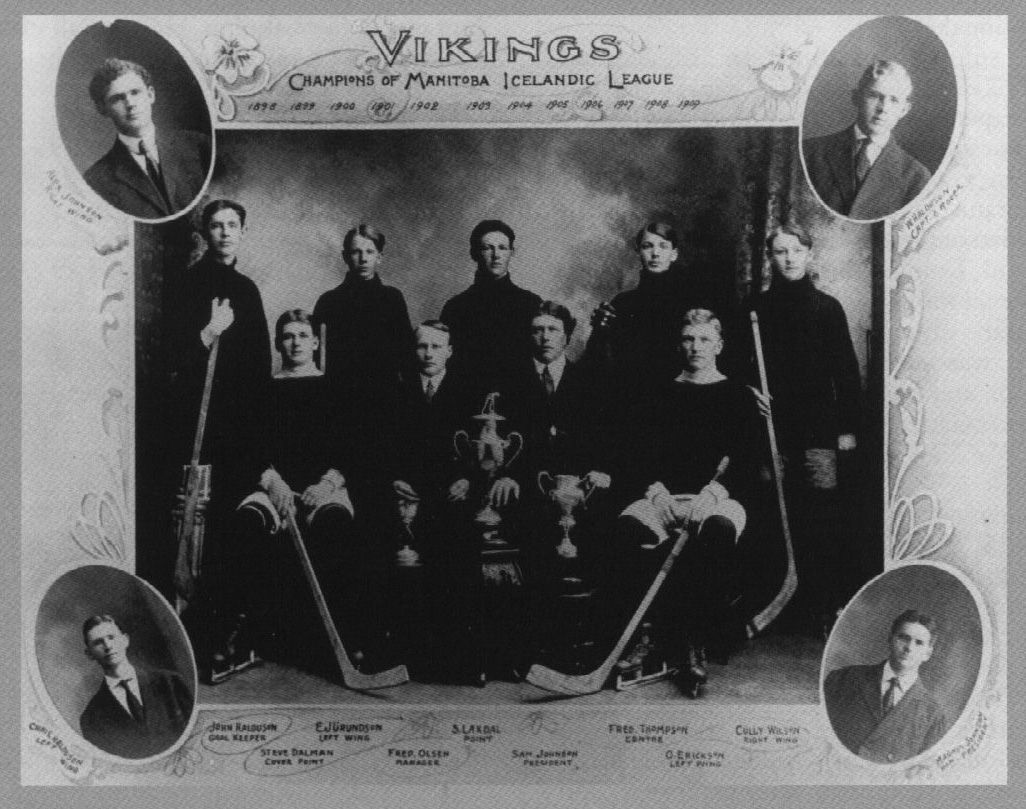
En 17-årig Cully Wilson, längst till höger i översta raden, med Winnipeg Vikings i Manitoba Icelandic League 1909.

MIL = Manitoba Icelandic League, MIPHL = Manitoba Independent League, WAHL = Winnipeg Amateur Hockey League, Trä. = Träningsmatch, AHA = American Hockey Association, Cal-Pro = California Hockey League
| 1908–09            | Winnipeg Vikings      | MIL                | –   | –  | –  | –  | –   | –  | – | – | –  | –  |
| 1909–10            | Winnipeg Vikings      | MIL                | –   | –  | –  | –  | –   | –  | – | – | –  | –  |
| 1910–11            | Winnipeg Falcons      | MIPHL              | 4   | 4  | 1  | 5  | 3   | –  | – | – | –  | –  |
| 1910–11            | Winnipeg Monarchs     | WAHL               | 1   | 2  | 0  | 2  | 0   | –  | – | – | –  | –  |
| 1911–12            | Winnipeg Monarchs     | WAHL               | 7   | 12 | 4  | 16 | 33  | –  | – | – | –  | –  |
| 1912–13            | Toronto Blueshirts    | NHA                | 19  | 12 | 0  | 12 | 45  | –  | – | – | –  | –  |
| 1913–14            | Toronto Blueshirts    | NHA                | 20  | 9  | 4  | 13 | 33  | 2  | 0 | 0 | 0  | 2  |
|                    |                       | Stanley Cup        | –   | –  | –  | –  | –   | 3  | 3 | 0 | 3  | 15 |
| 1914–15            | Toronto Blueshirts    | NHA                | 20  | 22 | 5  | 27 | 138 | –  | – | – | –  | –  |
| 1915–16            | Seattle Metropolitans | PCHA               | 18  | 12 | 5  | 17 | 57  | –  | – | – | –  | –  |
|                    | PCHA All-Stars        | Trä.               | 1   | 8  | 0  | 8  | 0   | –  | – | – | –  | –  |
| 1916–17            | Seattle Metropolitans | PCHA               | 15  | 13 | 7  | 20 | 58  | –  | – | – | –  | –  |
|                    |                       | Stanley Cup        | –   | –  | –  | –  | –   | 4  | 1 | 4 | 5  | 6  |
| 1917–18            | Seattle Metropolitans | PCHA               | 17  | 8  | 6  | 14 | 46  | 2  | 0 | 0 | 0  | 3  |
| 1919               | Seattle Metropolitans | PCHA               | 18  | 11 | 5  | 16 | 37  | 2  | 1 | 1 | 2  | 0  |
|                    |                       | Stanley Cup        | –   | –  | –  | –  | –   | 5  | 1 | 3 | 4  | 6  |
| 1919–20            | Toronto St. Patricks  | NHL                | 23  | 20 | 6  | 26 | 86  | –  | – | – | –  | –  |
| 1920–21            | Toronto St. Patricks  | NHL                | 8   | 2  | 3  | 5  | 22  | –  | – | – | –  | –  |
|                    | Montreal Canadiens    | NHL                | 11  | 6  | 1  | 7  | 29  | –  | – | – | –  | –  |
| 1921–22            | Hamilton Tigers       | NHL                | 23  | 7  | 9  | 16 | 20  | –  | – | – | –  | –  |
| 1922–23            | Hamilton Tigers       | NHL                | 23  | 16 | 5  | 21 | 46  | –  | – | – | –  | –  |
| 1923–24            | Calgary Tigers        | WCHL               | 30  | 16 | 7  | 23 | 37  | 2  | 1 | 0 | 1  | 6  |
|                    |                       | West-P             | –   | –  | –  | –  | –   | 3  | 3 | 0 | 3  | 0  |
|                    |                       | Stanley Cup        | –   | –  | –  | –  | –   | 2  | 0 | 0 | 0  | 2  |
| 1924–25            | Calgary Tigers        | WCHL               | 28  | 14 | 6  | 20 | 20  | 2  | 1 | 0 | 1  | 6  |
| 1925–26            | Calgary Tigers        | WHL                | 30  | 11 | 4  | 15 | 63  | –  | – | – | –  | –  |
| 1926–27            | Chicago Black Hawks   | NHL                | 39  | 8  | 4  | 12 | 40  | 2  | 1 | 0 | 1  | 6  |
| 1927–28            | St. Paul Saints       | AHA                | 38  | 10 | 2  | 12 | 64  | –  | – | – | –  | –  |
| 1928–29            | St. Paul Saints       | AHA                | 40  | 10 | 5  | 15 | 40  | 8  | 2 | 2 | 4  | 14 |
| 1929–30            | St. Paul Saints       | AHA                | 48  | 7  | 6  | 13 | 57  | –  | – | – | –  | –  |
| 1930–31            | San Francisco Tigers  | Cal-Pro            | –   | 10 | 2  | 12 | –   | –  | – | – | –  | –  |
| 1930–31            | Duluth Hornets        | AHA                | 24  | 10 | 6  | 16 | 24  | 4  | 0 | 0 | 0  | 2  |
| 1931–32            | Kansas City Pla-Mors  | AHA                | 34  | 1  | 2  | 3  | 28  | 4  | 0 | 0 | 0  | 2  |
| WAHL totalt        | WAHL totalt           | WAHL totalt        | 8   | 14 | 4  | 18 | 33  | –  | – | – | –  | –  |
| NHA totalt         | NHA totalt            | NHA totalt         | 59  | 43 | 9  | 52 | 216 | 2  | 0 | 0 | 0  | 2  |
| PCHA totalt        | PCHA totalt           | PCHA totalt        | 68  | 44 | 23 | 67 | 198 | 4  | 1 | 1 | 2  | 3  |
| NHL totalt         | NHL totalt            | NHL totalt         | 127 | 59 | 28 | 87 | 243 | 2  | 1 | 0 | 1  | 6  |
| WCHL + WHL totalt  | WCHL + WHL totalt     | WCHL + WHL totalt  | 88  | 41 | 17 | 58 | 120 | 4  | 2 | 0 | 2  | 12 |
| AHA totalt         | AHA totalt            | AHA totalt         | 184 | 38 | 21 | 59 | 213 | 16 | 2 | 2 | 4  | 18 |
| Stanley Cup totalt | Stanley Cup totalt    | Stanley Cup totalt | –   | –  | –  | –  | –   | 14 | 5 | 7 | 12 | 29 |

Statistik från hockey-reference.com, nhl.com och sihrhockey.org

## Meriter
- Stanley Cup – 1914 med Toronto Blueshirts och 1917 med Seattle Metropolitans.
- PCHA First All-Star Team – 1919
- WCHL Second All-Star Team – 1924–25